# Custonaci
Custonaci é uma comuna italiana da região da Sicília, província de Trapani, com cerca de 4.655 habitantes. Estende-se por uma área de 69 km², tendo uma densidade populacional de 67 hab/km². Faz fronteira com Buseto Palizzolo, Castellammare del Golfo, San Vito Lo Capo, Valderice.

## Demografia
| Variação demográfica do município entre 1861 e 2011                               |
|                                                                                   |
| Fonte: Istituto Nazionale di Statistica (ISTAT) - Elaboração gráfica da Wikipedia |